# Peter Case
Peter Case est un musicien américain né le 5 avril 1954 à Buffalo.
Il commence sa carrière musicale professionnelle dans The Nerves en compagnie de Jack Lee (en) et de Paul Collins (en) dans les années 1970, après avoir traversé les États-Unis en stop de la côte est à San Francisco avec sa guitare. Après la séparation du groupe il forme The Plimsouls avec Dave Pahoa, Eddie Munoz et Lou Ramirez.
Lorsqu'il quitte les Plimsouls en 1986, il commence une carrière solo de chanteur/compositeur dans un style folk ou rock dépouillé qui continue jusqu'à ce jour avec quelques courts intermèdes pendant lesquels les Plimsouls se réunissent.
Ses albums solo reposent sur des textes intelligents et parfois chargés d'humour grinçant accompagnés par un accompagnement minimal à la guitare acoustique et quelques instruments comme un piano ou un harmonica.

## Discographie
- voir The Nerves pour la discographie avec ce groupe
- voir The Plimsouls pour la discographie avec ce groupe
- 1986 : Peter Case (Geffen)
- 1989 : The Man with the Blue Post Modern Fragmented Neotraditionalist Guitar (Geffen) avec David Hidalgo, David Lindley, Ry Cooder, Jim Keltner, T-Bone Burnett..
- 1992 : Six-Pack of Love (Geffen)
- 1994 : Sings like Hell  (Vanguard)
- 1995 : Torn Again (Vanguard)
- 1998 : Full Service no Waiting
- 2000 : Flying Saucer Blues
- 2001 : Thank You St. Jude
- 2002 : Beeline
- 2004 : Who's Gonna Go Your Crooked Mile (disque compilation)
- 2007 : Let Us Now Praise Sleepy John
- 2006 : A Case for Case (album hommage)
- 2010 : Wig!
- 2011 : The Case Files
- 2015 : HWY 62